# Saint-Nicolas-des-Bois (Orne)
Saint-Nicolas-des-Bois település Franciaországban, Orne megyében. Lakosainak száma 284 fő (2022. január 1.). Saint-Nicolas-des-Bois Colombiers, Cuissai, Écouves és L'Orée-d'Écouves községekkel határos.

## Népesség
A település népessége az elmúlt években az alábbi módon változott:
| Lakosok száma | 284  | 289  | 295  | 285  | 283  | 284  | 285  | 283  | 284  |
|               | 2013 | 2015 | 2016 | 2017 | 2018 | 2019 | 2020 | 2021 | 2022 |